# Andrzej Lesiak
Andrzej Lesiak (* 21. Mai 1966 in Nowogród Bobrzański) ist ein ehemaliger polnisch-österreichischer Fußballspieler und späterer -trainer.

## Karriere
Lesiak begann seine Karriere als Profifußballer im Jahre 1985 beim polnischen Verein GKS Katowice. Lesiak bekam einige Angebote aus Österreich, denen er im Jahre 1992 auch folgte, als er bei Wacker Innsbruck unterschrieb. Nach zwei Jahren bei den zwischenzeitlich als FC Tirol ausgegliederten Innsbruckern transferierte er von Österreich nach Deutschland zum damals noch in der Bundesliga spielenden Dynamo Dresden, bei dem er in 30 Spielen zwei Treffer erzielte. Am Ende der Saison kam Lesiak mit den Dresdnern auf Platz 18 und beschloss, wieder den Verein zu wechseln. Seine Reise führte ihn erneut nach Österreich. Dieses Mal nach Oberösterreich zur SV Ried, bei der er in der Saison 1995/96 unter Vertrag stand. Zum Abschluss der Spielzeit beschloss er wieder den Klub zu wechseln. In der Saison 1996/97 spielte er für den SK Rapid Wien, bei dem er in 31 Liga-, sechs Europacup- sowie einem Cupspiel insgesamt fünf Tore erzielte, bevor er abermals den Verein wechselte. Zu diesem Zeitpunkt machte sich Lesiak auf den Weg nach Salzburg zum SV Austria Salzburg, bei dem er auch nur für eine Spielzeit (1997/98) unter Vertrag stand. Am Ende der Saison wechselte er erneut den Verein und kam zurück zur SV Ried, bei der er auch schon vier Jahre zuvor aufgelaufen war. Der Sportvereinigung blieb Lesiak drei Jahre lang, von 1999 bis 2001, treu, als schon erneut ein anderer Klub mit seinen Qualitäten lockte. Dieses Mal transferierte er innerhalb Oberösterreichs von den Riedern nach Pasching zum dortigen Sportverein. Nach wieder nur einer einzigen Saison (2001/02), wechselte er zum dritten Mal in seiner Laufbahn zur SV Ried, was auch seine letzte Station als aktiver Spieler werden sollte. Mit dem Ende der Spielzeit 2002/03 stellte auch Lesiak seine Fußballerkarriere ein.

### Trainerstationen
Als Lesiak nach der Saison 2002/03 seine aktive Fußballerkarriere beendete, entschloss er sich bei der SV Ried als Trainer zu arbeiten. Nach zwei Jahren als Trainer der Sportvereinigung, entschied er sich dafür eine andere Mannschaft zu trainieren. Also nahm er im Jahre 2004 den Posten als Trainer des SC Schwanenstadt an. Nach abermals zwei Jahren wechselte erneut sein zu betreuendes Team, um eine freie Stelle als Trainer des SV Hartberg anzunehmen. Von 2006 bis 2008 trainierte er die Hartberger, als er Anfang des Jahres 2008 einen Posten als Trainer des 1. FC Vöcklabruck angeboten bekam, dem er dann auch sofort zusagte. Anfang des Jahres 2009 wurde er durch Dejan Stanković ersetzt. Am 17. Juni 2009 wurde bekanntgegeben, dass er Trainer beim polnischen Klub Zagłębie Lubin wurde. Lesiak verließ Zagłębie nach einer Saison und wurde für eine Saison bei Union Gurten Trainer.